# Kfar Chasidim Alef
Kfar Chasidim Alef též jen Kfar Chasidim (hebrejsky כְּפַר חֲסִידִים א, doslova „Vesnice chasidů“, v oficiálním přepisu do angličtiny Kefar Hasidim Alef, přepisováno též Kfar Hasidim) je vesnice typu mošav v Izraeli, v Haifském distriktu, v Oblastní radě Zevulun.

## Geografie
Leží v nadmořské výšce 13 metrů nedaleko řeky Kišon, na rozmezí Zebulunského údolí a svahů Dolní Galileji. Mošav je situován 9 kilometrů od břehů Haifského zálivu.
Obec se nachází na cca 80 kilometrů severovýchodně od centra Tel Avivu a cca 12 kilometrů jihovýchodně od centra Haify. Kfar Chasidim Alef obývají Židé, přičemž osídlení v tomto regionu je etnicky smíšené. Zebulunské údolí i aglomerace Haify jsou židovské. Na východní straně navíc k mošavu přiléhá židovské město Rechasim. Na severovýchod od vesnice ale začínají kopcovité oblasti Galileji, které obývají ve vyšší míře i izraelští Arabové (nejblíže je to vesnice Ibtin necelé 3 kilometry odtud). Drúzové jsou zastoupeni v sídlech na vrcholu pohoří Karmel jihozápadně od mošavu.
Kfar Chasidim Alef je na dopravní síť napojen pomocí dálnice číslo 70 a dálnice číslo 75. Poblíž vesnice prochází i železniční trať v Jizre'elském údolí obnovená roku 2016, jež ale v okolí obce nemá stanici.

## Dějiny
Kfar Chasidim byl založen v roce 1924. Podle jiného zdroje až roku 1925. Zakladateli vesnice byli Židé, kteří do tehdejší mandátní Palestiny přišli v rámci čtvrté alije. Šlo o skupinu Židů původem z Polska napojených na náboženský směr chasidismus, které z Polska vypudily ekonomické potíže. Zde se napojili na organizaci ha-Po'el ha-mizrachi. Jednalo se o 40 rodin. Prvním osadníkům ovšem chyběly zkušenosti se zemědělstvím. Zpočátku bylo navíc nezbytné vysušit močály podél řeky Kišon. V březnu 1932 byl člen mošavu Šmuel Guterman zavražděn členy arabské militantní skupiny Izz ad-Din al-Kassama.
Koncem 40. let měl mošav Kfar Chasidim rozlohu katastrálního území 9 400 dunamů (9,4 kilometrů čtverečních).
Až do vzniku státu Izrael v roce 1948 se vesnice rozvíjela jen pomalu. V 50. letech 20. století vyrostly v jejím okolí dva velké přistěhovalecké tábory (takzvané ma'abarot), které se postupně vyvinuly v samostatné město Rechasim. Tehdy roku 1950 se zároveň vesnice na jihu rozrostla o novou součást, která již nebyla zaměřena na zemědělskou výrobu a byla roku 1959 administrativně oddělena do samostatné obce nazvané Kfar Chasidim Bet. Teprve v 60. a 70. letech 20. století došlo v původním Kfar Chasidim (nyní oficiálně nazývaném již Kfar Chasidim Alef) k výraznému rozmachu zemědělství díky zavedení sofistikovaného vodního hospodaření.
Místní ekonomika je založena zčásti na zemědělství. Někteří obyvatelé dojíždějí za prací.

## Demografie
Podle údajů z roku 2014 tvořili naprostou většinu obyvatel v Kfar Chasidim Alef Židé (včetně statistické kategorie "ostatní", která zahrnuje nearabské obyvatele židovského původu ale bez formální příslušnosti k židovskému náboženství).
Jde o menší sídlo vesnického typu s dlouhodobě rostoucí populací. K 31. prosinci 2014 zde žilo 788 lidí. Během roku 2014 populace stoupla o 1,8 %.
| Rok            | 1948  | 1961 | 1972 | 1983 | 1995 | 2001 | 2003 | 2004 | 2005 | 2006 | 2007 | 2008 | 2009 | 2010 | 2011 | 2012 | 2013 | 2014 |
| -------------- | ----- | ---- | ---- | ---- | ---- | ---- | ---- | ---- | ---- | ---- | ---- | ---- | ---- | ---- | ---- | ---- | ---- | ---- |
| Počet obyvatel | 1 379 | 587  | 328  | 369  | 447  | 485  | 522  | 570  | 575  | 572  | 595  | 633  | 448  | 458  | 494  | 779  | 774  | 788  |

* údaj pro rok 1948 zahrnuje i později oddělenou část obce (dnes Kfar Chasidim Bet)